# Zemětřesení v Pompejích (62)
K zemětřesení v Pompejích došlo 5. února 62. Zemětřesení mohlo být předzvěstí erupce Vesuvu v roce 79. O zemětřesení napsal zprávu římský filozof a dramatik Seneca v šesté knize díla Quaestiones naturales (Otázky přírodní filosofie) nazvané De Terrae Motu (O zemětřesení).
Kromě Pompejí utrpělo vážné škody také město Herculaneum, přičemž poškození některých budov bylo hlášeno také z Neapole a Nucerie.